# Gyergyóalfalu
Gyergyóalfalu (románul: Joseni, korábban Alfalău, németül: Untersdorf) falu Romániában, Hargita megyében.

## Fekvése
A Gyergyói-medencében, Gyergyószentmiklóstól 7 km-re nyugatra fekszik, Borzont és Bucsin tartozik hozzá. Átszeli a Békény patak, amely a falu határánál a Maros folyóba ömlik. A falu az ország leghidegebb pontja, ahol már többször mértek -30 °C alatti hideget.

## Története
Gyergyóalfalu keletkezésének idejét és elnevezésének eredetét máig nem sikerült pontosan tisztázni sem írásos, sem más bizonyítékok segítségével. Az írásos bizonyítékok hiányában is megállapítható, hogy a falu jóval 1200 előtt keletkezhetett, hiszen templomkapujának feliratán szerepel az 1213-as év. Az 1332—1337. évi pápai tizedjegyzékben nem a gyergyószéki települések elnevezései, hanem a tizedet fizető papok nevei vannak feltüntetve. Első irásos említése viszonylag későn, az 1567. évi 25 dénáros dézsmajegyzékben fordul elő. Ebben Alfalu 44 portával szerepel.
Az eredeti település a mai falutól nyugatra a Borzont-patak völgyében volt. A falu 1675 és 1678 között püspöki székhely volt, ennek emlékét a templom falában elhelyezett tábla hirdeti. Ugyancsak a templom falában látható István pap emléktáblája, aki 1567-ben János Zsigmond serege ellen mozgósította Csík és Gyergyó népét. A tolvajos-tetői győzelem óta tartják meg a pünkösdi csíksomlyói búcsút, ahol az alfalvi kereszt halad ma is az élen. A más településekről csatlakozók megadták a gyergyóalfalviaknak azt az előjogot, hogy mindig ők álljanak a búcsús körmenet élén, hiszen az ő papjuknak köszönhetően maradt katolikus Csík és Gyergyó vidéke. 1804-ben tűzvész pusztított, melyben a templom tetőzete is leégett. 1855-ben, 1858-ban és 1902-ben ismét tűzvész volt. A borzonti utat 1853 körül építették ki a Bucsin-tetőig. A faluban már a 19. században Felső Népiskola működött, ma is középiskolája és liceumja van. A trianoni békeszerződésig Csík vármegye gyergyószentmiklósi járásához tartozott. 1996-ban 6037, túlnyomórészt magyar lakosa volt. Ma 4957 lakossal büszkélkedhet.

## Látnivalók
- A templom 1213-ban épült, boltíves kapuja román stílusú. A 15. században gótikus stílusban átépítették, majd 1766-ban barokkizálták. Egykori védőfalának csak töredéke maradt az 1930. évi restaurálás után. A templomkertben áll az I. és II. világháború áldozatainak emlékműve, a bejárattól jobbra pedig egy 1942-ben Budapesten élt alfalviak által állított zászlótalapzat. Ennek felirata:

Ember vésd szívedbe, hogy ez a föld mindig székely volt és az is marad.
- A templomtól jobbra és balra park van, ahol István pap szobra látható.

## Képgaléria
- Képek Gyergyóalfaluról a www.erdely-szep.hu honlapon

## Népességi adatok, a 2011-es népszámlálás alapján
- Etnikai megoszlás: összesen 5536 lakos, amelyből magyar 5332, román 40, roma 48, nem válaszolt 113.
- Felekezeti megoszlás: katolikus 5303, református 35, ortodox 40, görög-katolikus 12, Evangélikusi-keresztények 17, pünkösdista 3, más vallás 6, nem válaszolt 114.

## Híres emberek
- Itt született Mikó Mihály, Csíkszék alkirálybírója, az 1848–49-es forradalom és szabadságharc kiváló személyisége.
- Itt született Puskás Lajos tanár, cserkészvezető, pedagógiai író. (1901. május 22.)
- Itt született Ambrus András színművész (1925. november 29.)
- Itt született Magyari András történész (1927. november 17.)
- Itt született Vargyas Antal helytörténész (1933. június 11.)
- Itt született Ambrus Imre festőművész, bábtervező művész (1936. július 6.)
- Itt született Sövér Elek festőművész, grafikus (1937. július 25.)
- Itt született Márton Árpád festőművész (1940. október 6.)
- Itt született Vargyas László híres jégkorongozó (1970. április 4.)[2]

## Testvértelepülések
- Balatonszárszó, Magyarország
- Fadd, Magyarország
- Türje, Magyarország
- Hajdúböszörmény, Magyarország